# Abu Musab az-Zarqawi
Abu Musab az-Zarqawi (arabiska: ابو مصعب الزرقاوي), född 30 oktober 1966 i az-Zarqa, Jordanien, död 7 juni 2006 norr om Baquba, provinsen Diyala, Irak, var en jordansk jihadist och terrorist. Hans riktiga namn tros vara Ahmad Fadeel an-Nazal al-Khalayleh (arabiska: أحمد فاضل النزال الخلايله).
Zarqawi har av USA utpekats som ledare bakom många av de blodiga terrorattacker som utförts i Irak sedan den USA-ledda invasionen 2003. Trots bristen på konkreta bevis tros han ha varit ledare för rebellgruppen Jama'at al-Tawhid wal Jihad, som förklarat sig lojala mot al-Qaida. USA utfäste en belöning på 25 miljoner dollar till den som kunde ge tips som ledde till hans infångande. Han dödades den 7 juni 2006 i närheten av Baquba norr om Bagdad vid en amerikansk flygräd.

## Biografi
Zarqawi kom från Beni Hassan-klanen, en beduinstam, och växte upp i staden Zarqa i Jordanien, en fattig och brottshärjad industristad nordost om Amman. ("az-Zarqawi" betyder "från Zarqa".) 
1989 begav han sig till Afghanistan för att delta i kampen mot den sovjetiska ockupationsmakten. Eftersom de sovjetiska styrkorna redan dragit sig tillbaka vid hans ankomst blev han istället redaktör för ett islamistiskt nyhetsbrev.
Under 90-talet satt han fängslad i Jordanien sedan vapen och sprängämnen hittats i hans hem. Han frigavs 1999. Kort därefter flydde han till Afghanistan, sedan han anklagats för att ha planerat ett sprängdåd mot ett hotell i Amman. För detta blev han senare anhållen i sin frånvaro och dömd till döden. I Afghanistan byggde han upp ett träningsläger för terrorister utanför staden Herat. Enligt källor i Bush-administrationen inriktade sig lägret, som konkurrerade med al-Qaida, på terroristaktioner med gifter och sprängämnen.
Någon gång under 2001 arresterades Zarqawi på nytt i Jordanien, men släpptes kort därefter. Efter 11 september-attackerna for han åter till Afghanistan för att försvara taliban-regimen mot USA:s invasion. Därefter for han till Iran för att organisera sin tidigare terrororganisation al-Tawhid. Efter USA:s invasion av Irak 2003 begav han sig därefter till de norra delarna av Irak, för att delta i Ansar al-Islams kamp mot amerikanska styrkor och koalitionsstyrkor i landet.
Han blev senare ledare för al-Qaida i Irak, och inledde då flera blodiga kampanjer mot amerikanska och irakiska soldater, poliser och andra intressen. Han försökte också skapa oro mellan de olika religiösa grupperna för att kunna utlösa ett inbördeskrig i Irak, vilket ledde till en blodig kampanj mot irakiska civila, och med hjälp av bilbomber och självmordsbombare dödades tusentals. Som ledare för al-Qaida i Irak är han misstänkt för att ha orsakat tusentals människors död, de flesta civila irakier. Han sägs personligen vara skyldig till flera halshuggningar på bland annat amerikansk och brittisk gisslan. 
Han dödades den 7 juni 2006 i närheten av Baquba norr om Bagdad vid en amerikansk flygräd sedan ett tips från hans innersta krets avslöjat hans position. När amerikanska styrkor verifierat uppgifterna utfördes en flygräd där två bomber fälldes mot gömstället. Abu Musab fick allvarliga skador och blev medvetslös, de andra sex som befann sig i gömstället omkom omedelbart. När irakiska styrkor senare sökte igenom gömstället och Abu Musab hittades lades hans kropp på en bår för att senare kontrolleras av amerikanska trupper. När han återfick medvetandet försökte han fly, men amerikanska soldater höll honom kvar på plats. Han avled strax efteråt av de skador han ådragit sig.